# 橋澤宏
橋澤 宏（はしざわ ひろし、1967年4月1日 - ）は、日本のレーシングドライバー、日本の自動車評論家、モータージャーナリスト、ドライビングインストラクター。神奈川県出身。血液型はB型。

## 人物
3兄弟の3男として生まれる。フォーミュラーの登竜門FJ1600をデビューレースに、その後はポッカ1000kmやスーパー耐久選手権などのツーリングカー耐久レースに活動の舞台を移す。スーパー耐久選手権ではスカイラインGT-Rやランサーエボリューションのドライバーとしてステアリングを握る。またモータースポーツ活動の一方で自動車雑誌「ルボラン(立風書房)」の編集スタッフを7年経験、現在は自動車評論家としても活動する。

## 執筆実績
- ル・ボラン
- Kカースペシャル
- レブスピード
- カーセンサー
- サーキットの狼 Legend

## テレビ出演実績
- ル・ボランTV
- GAORA　スーパー耐久シリーズ
- Mondo21　蘇れサーキットの狼

## 所属団体
- AJAJ（日本自動車ジャーナリスト協会）会員
- SIA（セーフティドライビング．インストラクターズ．アカデミー）